# Mečík bahenní

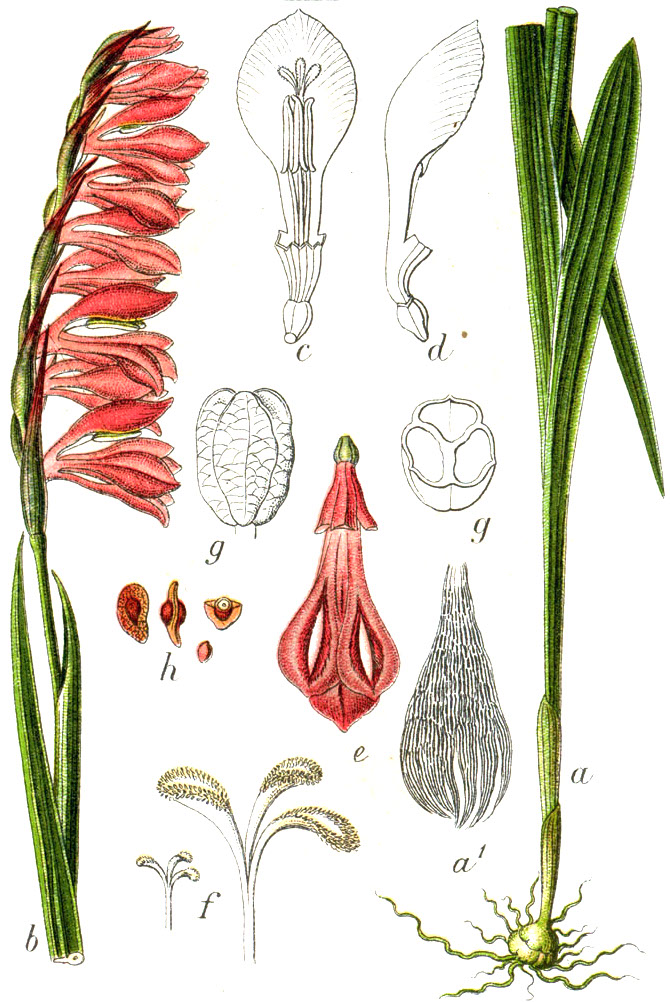
Nákres mečíku bahenního

Mečík bahenní (Gladiolus palustris) je vyhynutím ohrožená, fialově kvetoucí bylina, která ve volné přírodě České republiky vyrůstá jen vzácně. Je to druh z rodu mečík, který je na českém území původní rostlinou.

## Výskyt
Evropsko-kontinentální druh, který je nesouvisle rozšířen od východní Francie přes Střední Evropu až na Ukrajinu. Severní hranice výskytu vede středem Německa, středem Polska a Litvou, jižní přes Itálii a Balkán až do Rumunska a Bulharska.
Ve všech zemích na severní hranici rozšíření je mečík bahenní ohroženým druhem. V České republice se historicky vyskytoval asi na 15 místech, nyní roste jen na třech. Největší a na počet jedinců nejbohatší je NPP Slatinná louka u Velenky v okrese Nymburk. Také relativně bohatým místem je Hodonínská doubrava v blízkosti Hodonína kde roste od sebe odděleně asi 13 mikropopulací. Třetím a nejchudším místem výskytu je NPR Čertoryje v CHKO Bílé Karpaty.

## Ekologie
Mečík bahenní není přes své druhové jméno silně mokřadní rostlinou, roste na periodicky vlhkých, ale ne trvale zamokřených stanovištích. Mohou to být bezkolencové louky nebo humózní půdy ve světlých listnatých lesích a na jejich pasekách, vždy však minerálně bohaté, neutrální nebo mírně zásadité. Vyskytuje se jak v nížinách, tak i v nadmořských výškách okolo 1200 m.

## Popis
Vytrvalá bylina dorůstající do výšky 30 až 60 cm. Pevná, přímá a hladká lodyha vyrůstá z podzemní vejčité hlízy s průměrem 1 až 2 cm. Tato hlíza vyrostla na vrcholu loňské, již zasychající hlízy. Obě jsou spojeny zbytky po pochvách loňských listů; tyto pozůstatky jsou tvořeny souběžnými, tenkými vlákny, která jsou nahoře síťkovitá. Na lodyze vyrůstají dva až tři mečovité modrozelené listy s podélnou žilnatinou, které se směrem vzhůru zmenšují, všechny jsou na konci zašpičatělé a nejsou širší než 1 cm.
V horní části pevné lodyhy rostou souměrné oboupohlavné květy vytvářející řídké hroznovité květenství složené ze tří až sedmi květů. Vzpřímené okvětní lístky vyrůstající ve dvou přeslenech jsou nachové barvy a na spodu jsou srostlé do krátké, jen mírně zakřivené trubky. V květu jsou tří tyčinky s prašníky a spodní trojdílný semeník s protáhlou čnělkou, nesoucí bliznu se třemi laloky. Rostliny rozkvétají dost nepravidelně a kvetou jen krátce na přelomu června a července. Jsou opylovány blanokřídlým a dvoukřídlým hmyzem hledající nektar uložený vespod okvětní trubky.
Plody jsou trojboké, asi 5 mm dlouhé, obvejčité, trojdílné tobolky nahoře zakulacené. Obsahují plochá hnědá semena dozrávající v půli srpna, nejvíce jich tvoří spodní květy, Semena vypadávají do blízkého okolí rostliny, nejsou dormantní a v přírodě často klíčí již na podzim. Koncem září nadzemní části rostlin usychají. Ploidie druhu je 2n = 60.

## Možnost záměny

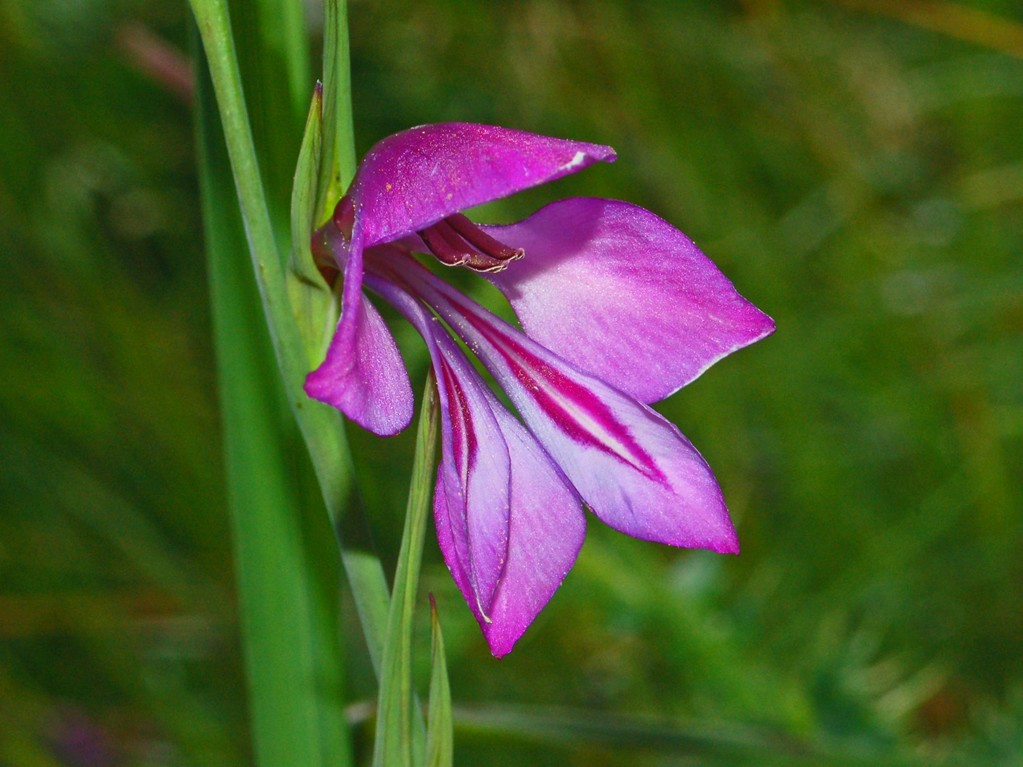
Květ mečíku bahenního

Podobnou rostlinou, se kterou lze tento druh zaměnit, je mečík střechovitý. Ten ale má obvykle jednostranný hrozen tvořený sedmi až deseti fialově růžovými květy, širší a na konci tupý spodní list a jeho tobolky mají vmáčklý vrchol. Dalším odlišujícím znakem je odtrhávání vláken na vrcholu obalu spojující hlízy.

## Rozmnožování
Jednou z možností, jak se může mečík bahenní rozmnožovat, je vegetativní rozmnožování. Obvykle je původní hlíza nahrazena jednou hlízou novou, v ojedinělých případech vyroste více lodyh a vznikne několik nových hlíz; takto se zmnožují původní klony. Druhou z možností je pohlavní rozmnožování, kdy ze semen vyrůstají nové rostliny, jež nahazují uhynulé, zvyšují jejích počty i genetickou variabilitu.

## Ohrožení
Mečík bahenní je ohrožená rostlina, která z řady lokalit vymizela a na zbylých se její stavy snižují. Bylo to způsobeno vysoušením vlhkých míst a jejich přeměnou z luk na ornou půdu, nebo vyhnojením pozemků, jež podnítilo růst silně konkurenčních rostlin. Také vymýcení lesních porostů zvýšilo oslunění a následnou změnu ve složení vegetace původního bylinného patra a ve vysychání vlhké půdy. Některé louky zase bývaly koseny nebo spásány dřív, než se stačily rostliny vysemenit.
V ČR je „vyhláškou MŽP ČR č. 395/1992 Sb.“, stejně jako „Červeným seznamem cévnatých rostlin květeny ČR“, mečík bahenní zařazen mezi kriticky ohrožené druhy (§1, C1b). Je také zmiňován v Příloze č. II Směrnice Rady č. 92/43/EHS z 21. května 1992 o ochraně přírodních stanovišť, volně žijících živočichů a planě rostoucích rostlin.